# Лу Ароника
Лу Ароника (англ.  Lou Aronica (Louis Michael Aronica); родился 8 января 1958 года) — американский писатель, автор книг по саморазвитию, креативности и психологии успеха, издатель научно-фантастической литературы. Наибольшую известность приобрел как редактор-составитель антологий серии Full Spectrum и соавтор британского эксперта по образованию сэра Кена Робинсона.

## Биография
Лу Ароника выпускает научно-фантастическую, научно-популярную, историческую и бизнес-литературу с 1979 года, сотрудничая с ведущими книжными домами США (Bantam Books, Berkley Books и Avon Books). Первые же литературные опыты в жанре фэнтези сделали его популярным, чему значительно способствовали ежемесячные публикации в New York Times. Научно-фантастическую тему продолжила серия Full Spectrum, выпущенная в соавторстве с Эми Стут и Бетси Митчелл. В 1994 году эта работа получила World Fantasy Award за лучшую антологию. Благодаря издательской деятельности Лу Ароника увидели свет книги культовой эпопеи «Звездные войны». В 2003 году Лу Ароника основал собственную компанию The Fiction Studio, занимающуюся продвижением молодых литераторов.
Романы Ароника The Forever Year и Flash and Dazzle были изданы под псевдонимом Рональд Энтони и имели многомиллионные тиражи. Научно-популярные произведения The Element и Школа будущего. Как вырастить талантливого ребенка, созданные в соавторстве с британским экспертом по творческому образованию Кеном Робинсоном, стали бестселлерами и переведены на несколько языков.

## Работы

#### Редактор
David Brin, Startide Rising (Bantam Spectra 1984)

#### Антологии
The Bantam Spectra Sampler (1985)
The first four books of the Full Spectrum series:
- Full Spectrum (1988) with Shawna McCarthy
- Full Spectrum 2 (1989) with Shawna McCarthy and Amy Stout and Pat LoBrutto
- Full Spectrum 3 (1991) with Amy Stout and Betsy Mitchell
- Full Spectrum 4 (1993) with Amy Stout and Betsy Mitche

#### Научно-популярная литература
- A Million Thanks (2005), with Shauna Fleming
- The Culture Code: An Ingenious Way to Understand Why People Around the World Live and Buy as They Do (2007), with Clotaire Rapaille
- Miraculous Health: How to Heal Your Body by Unleashing the Hidden Power of Your Mind (2008), with Dr. Rick Levy
- The Element: How Finding Your Passion Changes Everything (2009), with Sir Ken Robinson
- Conscientious Equity (2010), with Neal Ashbury
- Finding Your Element: How to Discover Your Talents and Passions and Transform Your Life (2013), with Sir Ken Robinson

#### Книги на русском языке
- Школа будущего. Как вырастить талантливого ребенка — М.: Манн, Иванов и Фербер, 2015. ISBN 978-5-00057-734-9
- Найти себя. Как выйти за рамки стереотипов и обрести свой путь — М.: Манн, Иванов и Фербер, 2014. ISBN 978-5-00057-133-0